# 레이스 로버스 FC

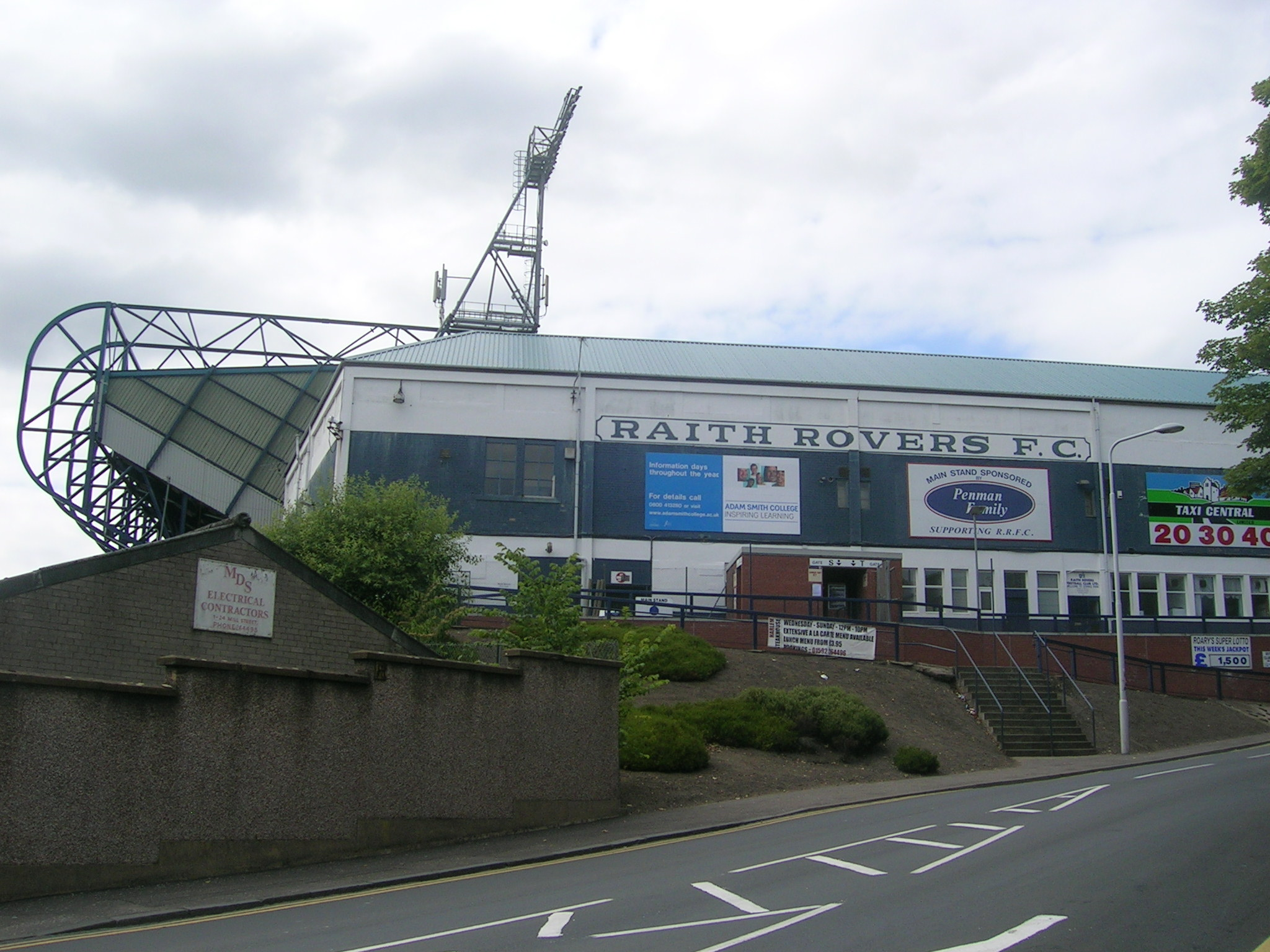

레이스 로버스 FC(Raith Rovers Football Club, Raith Rovers F.C.)는 1883년에 창단된 스코틀랜드 커콜디의 축구 클럽으로, 현재 스코틀랜드 풋볼 리그 1부에서 활동하고 있다.

## 성적
- 스코틀랜드 풋볼 리그 1부 우승 5회 (1907–08, 1937–38, 1948–49, 1992–93, 1994–95), 준우승 4회 (1908–09, 1909–10, 1926–27, 1966–67)
- 스코틀랜드 풋볼 리그 2부 우승 2회 (2002–03, 2008–09), 준우승 3회 (1975–76, 1977–78, 1986–87)
- 스코틀랜드 컵 준우승 1회 (1912–13)
- 스코틀랜드 리그 컵 우승 1회 (1994–95), 준우승 1회 (1948–49)

## 선수 명단

### 현역
- 딜런 이스턴(2022 ~ )
- 루이스 본(2011 ~ )
- 스콧 브라운(2022 ~ )
- 케빈 다브로브스키(2023 ~ )

## 역대 감독
| 감독        | 임기        |
| ----------- | ----------- |
| 제임스 니컬 | 1990 ~ 1996 |
| 제임스 니컬 | 1997 ~ 1999 |